# Bettina Brockmeyer
Bettina Brockmeyer (* 18. März 1974 in Bonn) ist eine deutsche Historikerin.

## Leben
Nach dem Magisterstudium (1995–2001) der Germanistik, Geschichte, Theater-, Film- und Fernsehwissenschaften (Abschluss Magistra Artium) an der Universität Bochum war sie von 2002 bis 2005 an der Universität Kassel/Goethe-Universität Kollegiatin am Graduiertenkolleg „Öffentlichkeiten und Geschlechterverhältnisse. Dimensionen von Erfahrung“. Nach der Promotion 2007 in Kassel bei Heide Wunder und Rebekka Habermas war sie von 2007 bis 2017 an der Universität Bielefeld wissenschaftliche Assistentin im Arbeitsbereich Neuere Geschichte und Geschlechtergeschichte. Nach der Habilitation 2019 in Bielefeld an der Fakultät für Geschichtswissenschaft, Philosophie und Theologie (Venia legendi für Neuere und Neueste Geschichte) ist sie seit 2021 an der Justus-Liebig-Universität Gießen ist sie Professorin für Neuere Geschichte (19. und 20. Jahrhundert).
Ihre Forschungsschwerpunkte sind Kolonialgeschichte, deutsche und transnationale Geschichte im 19. Jahrhundert sowie Medizin-, Geschlechter- und Körpergeschichte.

## Schriften (Auswahl)
- Selbstverständnisse. Dialoge über Körper und Gemüt im frühen 19. Jahrhundert. Göttingen 2009, ISBN 978-3-8353-0500-7.
- Geteilte Geschichte, geraubte Geschichte. Koloniale Biografien in Ostafrika (1880–1950). Frankfurt am Main 2021, ISBN 3-593-51287-4.